# Solo arenoso
O solo arenoso possui cerca de 70% de areia em relação ao total de partículas sólidas. Ele possui uma textura leve e granulosa, sendo composto, em grande parte, por areia  (70%) e, em menor parte, por argila (15%).  Apresenta poros grandes entre os grãos de areia pelos quais a água e o ar circulam com relativa facilidade. Por isso, nos solos arenosos em geral o escoamento de água através dos poros costumam ser rápido e secam rápido após as chuvas. Nesse escoamento, a água pode levar consideravelmente sais minerais, contribuindo para tornar o solo pobre desses nutrientes. O solo arenoso possui consistência granulosa como a areia. Muito presente na região nordeste do Brasil, plantas e micro-organismos se desenvolvem com mais dificuldade nesse tipo de solo. com essa facilidade de circulação de ar, água e de minerais ocorre uma escoação mais rápida, e não permite muito tempo de minerais e ar por ficarem por muito tempo entre os grãos.